# Bloomfield (Nebraska)
Bloomfield je grad u američkoj saveznoj državi Nebraska. Prema popisu stanovništva iz 2010. u njemu je živjelo 1,028 stanovnika.